# Operação Mondscheinsonate

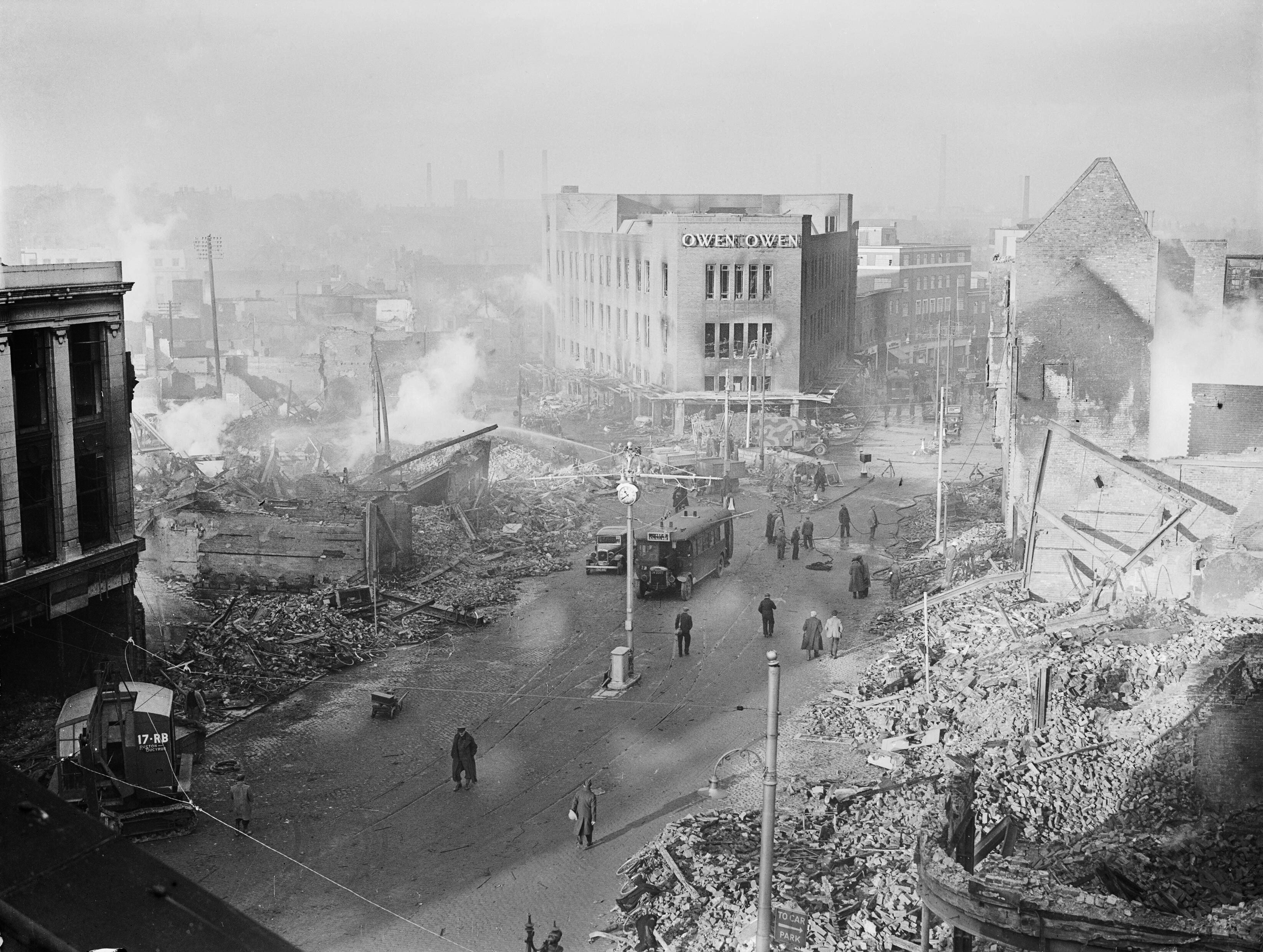
Danos a cidade de Coventry, em novembro de 1940.

A Operação Mondscheinsonate, também conhecida por Blitz de Coventry foi uma operação militar realizada pela Luftwaffe durante a Segunda Guerra Mundial. Esta operação consistiu num grande bombardeamento aéreo que teve como alvo a cidade britânica de Coventry. A cidade foi bombardeada várias vezes durante a Segunda Guerra Mundial pela Luftwaffe, contudo, o bombardeamento mais devastador foi o desta operação, que se deu entre o dia 14 e 15 de Novembro de 1941. Apesar de o alvo principal serem as zonas industriais de Coventry, era claro que parte da cidade seria afectada pelos bombardeamentos, o que acabou por acontecer. Os cerca de 500 bombardeiros da Luftwaffe lançaram por volta de 30 mil bombas incendiárias, 500 toneladas de bombas altamente explosivas, 50 minas terrestres e 20 minas incendiárias durante um período de 11 horas. Foi o bombardeamento mais intenso contra uma só cidade britânica de toda a Segunda Guerra Mundial.
Parte da cidade ficou destruída e queimada, incluindo zonas residenciais e monumentais. No final, contabilizaram-se 568 baixas civis, 4 330 casas destruídas e cerca de 60 mil edifícios danificados, incluindo a Catedral de Coventry. Relativamente ao alvo principal, dois terços da zona industrial da cidade ficou destruída.